# Økonomiske krise 1893
Den økonomiske krise 1893 var den værste i USA siden den økonomiske krise i 1873. Krisen skyldtes lige som tyve år forinden, at ud over dalende købekraft i landbruget fik jernbanernes gode tider en brat ende, og store aktieudvidelser i denne branche stod ikke mål med selskabernes aktiver eller muligheder for indtjening, hvilket førte til en række krak blandt såvel jernbaneselskaber som banker og andre finansieringsselskaber. Endelig betød store sølvfund i Australien, at den sølvbeholdning, der var hobet sig op hos staten gennem årene forud, ikke havde nær den værdi, som den var indkøbt for. Kreditorerne ville kun have guld, hvilket drænede statskassen for dette metal, og præsident Grover Cleveland måtte for at imødegå dette ophæve den lov om statens opkøb af sølv, som var blevet vedtaget i 1890.

## Effekt
| År   | Lebergott | Romer |
| ---- | --------- | ----- |
| 1890 | 4.0       | 4.0   |
| 1891 | 5.4       | 4.8   |
| 1892 | 3.0       | 3.7   |
| 1893 | 11.7      | 8.1   |
| 1894 | 18.4      | 12.3  |
| 1895 | 13.7      | 11.1  |
| 1896 | 14.5      | 12.0  |
| 1897 | 14.5      | 12.4  |
| 1898 | 12.4      | 11.6  |
| 1899 | 6.5       | 8.7   |
| 1900 | 5.0       | 5.0   |

Effekten blev en depression, som man ikke oplevede igen før krakket i 1929, og den varede omkring fem år, hvis man skal bruge arbejdsløshedstallet som mål. I perioden 1893-1899 var arbejdsløsheden over otte procent, inden den omkring århundredskiftet igen faldt til et tal, der nærmede sig niveauet fra 1892. Forinden var økonomien dog ved at rette sig efter blandt andet Klondike-guldfundet i 1897.
Samtidig gik tre store jernbaneselskaber konkurs, og 491 bankerfulgte trop alene i 1893 mod 80 året forinden. Dertil kom, at flere sølvminer måtte lukke
En anden følge af depressionen blev, at arbejdere og arbejdsløse organiserede sig i et markant omfang, og det kom til større konflikter, herunder Pullman-strejken i 1894. Men Højesteret anvendte en anti-trustlov til at stække fagforeningerne, og de opnåede ikke den magt, som man oplevede det i f.eks. Europa.